# Виргиния
Вирги́ния, также Вирджи́ния (англ. Virginia, американское произношение: [vərˈdʒɪniə] (слушать)о файле), официально — Содру́жество Вирги́нии (англ. Commonwealth of Virginia) — штат на востоке США, один из так называемых Южно-Атлантических штатов, расположен между Атлантическим побережьем и Аппалачами. География и климат Виргинии сформированы горами Голубого хребта и Чесапикским заливом, территория которых является средой обитания для большей части флоры и фауны штата. В составе государства он является 10-м штатом. Население — 8 654 542 человека (2020 год; 12-е место в США), 36 % из них проживают в агломерации Балтимор-Вашингтон.
История Виргинии начинается с её заселения несколькими коренными народами Северной Америки, в том числе поухатанами. В 1607 году Лондонская компания основала колонию Виргиния как первую постоянную английскую колонию в Новом Свете. Прозвище штата Виргиния, «Старый доминион», является ссылкой на этот статус. Рабский труд и земля, приобретённая у депортированных коренных племён, питали растущую экономику колонии за счёт плантаций, но также и разжигали конфликты как внутри, так и за пределами Виргинии. Виргиния — одна из Тринадцати колоний во время американской революции, ставшая частью Соединённых Штатов в 1776 году. Штат был внутренне расколот в результате Гражданской войны в США в 1861 году, когда правительство штата Виргиния в Ричмонде присоединилось к Конфедерации, в то время как многие из западных округов штата оставались верными Союзу, что стало одной из причин формирования штата Западная Виргиния в 1863 году. Хотя штат находился под господством одной партии в течение почти столетия после Реконструкции Юга, как республиканцы, так и демократы конкурентоспособны в современной Виргинии.
Законодательным органом штата Виргиния является Генеральная ассамблея Виргинии, которая была создана в июле 1619 года, что делает её старейшим действующим законодательным органом в Северной Америке. Она состоит из Сената из 40 членов и Палаты делегатов из 100 человек. Правительство штата уникально тем, как оно на равных относится к городам и округам, управляет местными дорогами и запрещает губернаторам избираться на свой пост подряд. В экономике Виргинии много секторов: сельское хозяйство развито в долине Шенандоа; высокотехнологичное производство и обеспечение федеральных агентств, включая штаб-квартиру Министерства обороны США и Центрального разведывательного управления в Северной Виргинии, а также военных объектов на Хэмптон-Роудс, месте главного морского порта региона.
Столица — Ричмонд, крупнейший город — Верджиния-Бич, другие крупные города — Александрия, Линчберг, Норфолк, Ньюпорт-Ньюс, Портсмут, Роанок, Хамптон, Чесапик. Административно Виргиния разделена на 95 округов и 38 «независимых городов», которые не входят ни в один округ и представляют собой полностью самостоятельные административно-территориальные единицы второго уровня.
Официальные прозвища — «Старый доминион» (Old Dominion), «Мать президентов» (Mother of Presidents).
Официальный девиз — «Такова участь тиранов!» (лат. Sic semper tyrannis). 14 апреля 1865 года Джон Бут убил президента Авраама Линкольна, воскликнув при этом «Такова участь тиранов» — слова, которые произнёс Марк Юний Брут, убийца Юлия Цезаря. Джон Бут скрылся и был убит 26 апреля 1865 года в штате Виргиния Бостоном Корбеттом.
В честь Виргинии назван астероид (50) Виргиния, открытый в 1857 году.

## География
Площадь Виргинии составляет 110 785 км² (35-е место в США), водная поверхность занимает 8 236,5 км². На востоке штат омывается водами Атлантического океана; на юге граничит со штатами Северная Каролина и Теннесси; на северо-востоке — со штатом Мэриленд и округом Колумбия, на северо-западе — со штатом Западная Виргиния, на западе — с Кентукки. Граница Виргинии с Мэрилендом и Вашингтоном, округ Колумбия, простирается до отметки низкого уровня воды на южном берегу реки Потомак. Полуостров Делмарва на востоке Виргинии отделён от основной территории штата Чесапикским заливом.
Южная граница Виргинии определяется 36° 30' северной широты, тем не менее ошибка геодезиста в 1700-х годах привела к отклонениям на целых три угловые минуты, поскольку граница Северной Каролины сместилась на запад. Геодезисты, назначенные штатами Виргиния и Теннесси, работали в 1802 и 1803 годах над тем, чтобы пересмотреть границу в качестве линии от вершины горы Уайттоп к вершине пика Трёх штатов в горах Камберленд. Но вскоре, в 1856 году, были обнаружены ошибки в построении этой линии, и Виргиния предложила создать новую геодезическую комиссию в 1871 году, однако штат Теннесси на это не согласился, и в 1893 году Верховный суд США принял решение в пользу границы по линии 1803 года в споре между Виргинией и Теннесси. Одним из результатов этого является разделение города Бристол между двумя штатами.

### Геология и территория
Чесапикский залив отделяет прилегающую часть штата от полуострова Делмавра, на южной части которого располагается Восточное побережье Виргинии, состоящее из двух округов. Залив образовался из затопленной речной долины древней реки Саскуэханна. Многие реки Виргинии впадают в Чесапикский залив, в том числе Потомак, Раппаханнок, Йорк и Джеймс, которые образуют три полуострова в заливе, традиционно называемые «перешейками», именуемые с севера на юг Северным перешейком, полуостровом Мидл и полуостровом Вирджиния. Повышение уровня моря привело к эрозии земель на островах Виргинии, включая Танжер, расположенный в заливе, и Чинкотигу, один из 23 барьерных островов на Атлантическом побережье.
Тайдуотер — приатлантическая низменность между атлантическим побережьем и линией падения. Она включает в себя восточный берег и основные устья Чесапикского залива. Пидмонт — серия предгорий, образованных осадочными и вулканическими породами к востоку от гор, которые были сформированы в мезозойскую эру. Этот регион, известный своей тяжёлой глинистой почвой, включает Юго-западные горы вокруг Шарлоттсвилля. Горы Голубого хребта — физико-географический регион Аппалачских гор с самыми высокими вершинами в Виргинии, самой высокой из которых является гора Роджерс (1746 м). Регион Ридж-энд-Валли находится к западу от гор, образован на карбонатных породах и включает в себя горный хребет Массануттен и Большую Аппалачскую долину, которая в Виргинии называется долиной Шенандоа. Плато Камберленд и горы Камберленд находятся в юго-западной части Виргинии, к югу от Аллеганского плато. В этом регионе реки текут на северо-запад с дендритной речной системой в бассейн реки Огайо.
В сейсмической зоне Виргинии не наблюдалось регулярных землетрясений. Землетрясения магнитудой выше 4,5 происходят редко, потому что Виргиния расположена вдали от краёв Северо-Американской плиты. Землетрясение магнитудой 5,8, произошедшее в центральной Виргинии 23 августа 2011 года недалеко от Минерала, стало крупнейшим в штате по крайней мере за столетие. Из-за геологических свойств территории землетрясение ощущалось в диапазоне от Северной Флориды до Южного Онтарио. 35 миллионов лет назад болид обрушился на территорию современной Восточной Виргинии, образовавшийся в результате Чесапикский ударный кратер является одной из причин, объясняющей землетрясения и обвалы, происходящие в регионе. Падение метеора также считается причиной возникновения озера Драммонд, одного из двух естественных озёр в штате.
Карбонатные скалы Виргинии богаты более чем 4000 известняковыми пещерами, десять из которых открыты для туристов, в том числе популярные Лурейские пещеры и Скайлайнские пещеры. Знаменитый Естественный мост Виргинии также является сохранившимся потолком разрушенной известняковой пещеры. Добыча угля ведётся в трёх горных регионах на 45 различных угольных пластах вблизи мезозойских бассейнов. В 2020 году в Виргинии также было добыто более 72 миллионов тонн других нетопливных ресурсов, таких как сланец, кианит, песок и гравий. Крупнейшие известные месторождения урана в США находятся в районе Коулс-Хилл, штат Виргиния. Несмотря на решение Верховного суда США, штат запретил его добычу с 1982 года из-за опасности радиации.

### Климат
В Виргинии господствует влажный субтропический климат, переходящий к влажному континентальному к западу от Голубого хребта. Сезонные экстремумы варьируются от средних минимумов в −4 °C в январе до средних максимумов в +30 °C в июле. Атлантический океан и Гольфстрим оказывают сильное влияние на восточные и юго-восточные прибрежные районы штата, делая климат там более тёплым и постоянным. Большинство зафиксированных в Виргинии экстремальных температур и осадков приходилось на горы Голубого хребта и районы на западе. Виргиния получает в среднем 110 см осадков в год, при этом долина Шенандоа является самым засушливым регионом штата из-за гор, окружающих её по обе стороны.
В Виргинии около 35-45 дней в год приходятся на грозы, а штормы — обычное явление в конце дня и по вечерам с апреля по сентябрь. Эти месяцы также являются наиболее распространёнными для возникновения торнадо, пятнадцать торнадо обрушились на штат в 2020 году. Ураганы и тропические штормы могут происходить с августа по октябрь, и, хотя они обычно поражают прибрежные районы, самым смертоносным стихийным бедствием в Виргинии стал ураган Камилла, в результате которого в 1969 году погибло более 150 человек, в основном во внутреннем округе Нельсон. В период с декабря по март блокада холодного воздуха, приходящая с Аппалачских гор, может привести к значительным снегопадам по всему штату, таким как, например, пурга в январе 2016 года, которая привела к рекордному количеству снегопадов в штате в 93 см близ Блимонта. Зимой 2018—2019 годов в Виргинии выпало всего 33 см снега, что чуть выше среднего показателя по штату в 25 см.
Изменение климата в Виргинии приводит к более высоким температурам в течение круглого года, а также к более сильным дождям и наводнениям. Городские острова тепла можно найти во многих городах и пригородах Виргинии, особенно в районах, связанных с историческими красными линиями. В 2020 году в Арлингтоне было больше всего дней с высоким уровнем загрязнения воздуха озоном (семь), а в округе Фэрфакс — четыре. Воздействие твёрдых частиц в воздухе Виргинии снизилось на 49 % с 13,5 микрограммов на кубический метр в 2003 году до 6,9 в 2020 году. Закрытие и преобразование угольных электростанций в Виргинии и регионе долины Огайо уменьшили дымку в горах, пик которой достиг в 1998 году. Использование угля в качестве источника энергии сократилось в Виргинии с 44 % в 2008 году до всего 4 % в 2019 году, и текущие планы предусматривают, что 30 % электроэнергии штата станут возобновляемыми к 2030 году и штат полностью избавится от выбросов углерода в результате выработки электроэнергии к 2050 году.

### Экосистема
Леса покрывают 62 % территории Виргинии по состоянию на 2019 год, из них 78 % считаются лиственными, а это означает, что деревья в Виргинии в основном лиственные и широколиственные. Остальные 22 % составляют хвойные, причём на большей части центральной и восточной Виргинии преобладают сосна ладанная и короткохвойная. В западных и горных частях штата наиболее распространены дуб и гикори, а на более низких высотах чаще встречаются небольшие, но густые насаждения влаголюбивых болиголовов и мхов. Поражение дубов и каштанов непарным шелкопрядом привело к возникновению комфортных условий для гикори и инвазивных деревьев айлантов. В приливной низменности и в Пидмонте преобладают жёлтые сосны, а в болотах Грейт-Дисмал и Ноттавей — болотистые леса из болотных кипарисов. Другие распространённые деревья и растения включают в себя персею бурбонскую, восковницу, сабаль малый, лириодендрон тюльпановый, кальмию широколистную, ваточник, маргаритки, папоротники и виргинскую лиану, которая изображена на флаге штата. Самые большие области дикой природы расположены вдоль Атлантического побережья и в западных горах, где встречаются самые большие популяции полевых цветов триллия в Северной Америке.
По состоянию на июнь 2019 года примерно 16,2 % земель Виргинии находится под защитой федерального правительства, правительства штата, местного самоуправления и некоммерческих организаций. Федеральные земли составляют большинство, они охраняются тридцатью подразделениями Службы национальных парков в штате, известными парками являются, например, парк Грейт-Фолс, Аппалачская тропа и Шенандоа. Парк Шенандоа был основан в 1935 году и расположен на живописной трассе Скайлайн-Драйв. Почти сорок процентов общей площади парка в 199 173 акра (806 км²) отнесены к зоне дикой природы в рамках Национальной системы охраны дикой природы. Лесная служба США управляет национальными лесами Джорджа Вашингтона и Джефферсона, которые занимают более 1,6 миллиона акров (6500 км²) в горах Виргинии, их часть также располагается в Западной Виргинии и Кентукки. Часть Национального заповедника дикой природы Грейт-Дисмал также располагается в Северной Каролине, как и Национальный заповедник дикой природы Бэк-Бэй, который знаменует собой начало Внешних отмелей.
Государственные агентства контролируют около одной трети охраняемых земель в штате, а Департамент охраны природы и отдыха Виргинии управляет более чем 75 900 акрами (307,2 км²) в сорока государственных парках Виргинии и 59 222 акрами (239,7 км²) в 65 природных заповедниках и трёх необустроенных парках. Парк Брейкс-Интерстейт пересекает границу штата Кентукки и является одним из двух парков между двумя штатами в Соединённых Штатах. Виргиния позволяет вести экологически чистые рубки в 26 государственных лесах, находящихся в ведении Департамента лесного хозяйства Виргинии, общей площадью 71 972 акра (291,3 км²), а также вести охоту в 44 природных заповедниках, находящихся в ведении Департамента ресурсов дикой природы Виргинии, на площади более 205 000 акров (829,6 км²). Чесапикский залив не является национальным парком, но находится под защитой как виргинского, так и федерального законодательства и межгосударственной программы Чесапикского залива, которая предусматривает восстановление залива и его водораздела.

### Дикая природа
Популяция белохвостого оленя, одного из 75 видов млекопитающих, зарегистрированных в Виргинии, увеличилась по сравнению с 25 тысячами в 1930-х годах до более миллиона к 2010-м. Местные хищники включают в себя чёрных медведей, численность которых в штате составляет от пяти до шести тысяч, а также рыси, койоты, серые и обыкновенные лисицы, еноты и скунсы. Грызуны включают в себя сурков,нутрий, бобров, каролинских и лисьих белок, бурундуков и хомяков Аллегейни, в то время как семнадцать видов летучих мышей включают в себя коричневых летучих мышей и ушастых виргинских летучих мышей, млекопитающего — символа штата. Виргинский опоссум — единственное сумчатое животное Соединённых Штатов и Канады, а аппалачский кролик был признан в 1992 году отдельным видом кроликов, одним из трёх обитающих в штате. Киты, дельфины и морские свиньи обитают в прибрежных водах Виргинии, причём афалины — одни из наиболее часто встречающихся водных млекопитающих.
Фауна птиц Виргинии состоит из 422 учтённых вида, из которых 359 встречаются регулярно, 41 являются бродячими, 20 — гипотетическими и два — вымершими; из регулярно встречающихся видов 214 размножаются в Виргинии, а остальные являются зимовщиками или временно живут на территории штата. К водоплавающим птицам относятся кулики, лесные утки и центральноамериканский пастушок, в то время как общие примеры внутренних видов включают певчих птиц, дятлов и красных кардиналов, птицу — символ штата, а хищные птицы включают в себя скоп, ширококрылых ястребов и полосатых сов. Эндемичных видов птиц в Виргинии нет. Национальное Одюбоновское общество признаёт 21 ключевую орнитологическую территорию в штате. Соколы-сапсаны, численность которых резко сократилась из-за отравления пестицидами ДДТ в середине XX века, находятся в центре внимания программы штата по сохранению и размножению в национальном парке Шенандоа.
В Вирджинии насчитывается 226 видов пресноводных рыб из 25 семейств. Разнообразие видов рыб в штате объясняется его влажным климатом, топографией, взаимосвязанной речной системой и отсутствием плейстоценовых ледников. Озёра и реки штата являются домом для восточных черноносых ельцов и бычков на Аппалачском плато; малоротый окунь и моксостомы в регионе Ридж-энд-Валли; американская палия, рыба-символ штата, и дартер канавэ на территории Голубого хребта; полосатый дартер и окунь роанок в Пидмонте; болотная рыба, солнечная рыба с голубыми пятнами и пират-окунь в Тайдуотере. В Чесапикском заливе обитают моллюски, устрицы и 350 видов морских и устьевых рыб, в том числе самая многочисленная рыба в заливе, анчоус митчилла, а также агрессивный голубой сом. По состоянию на 2020 год в заливе обитает около 405 миллионов чесапикских синих крабов. Существует 34 местных вида раков, таких как большой песчаный рак, который часто населяет русла рек с каменистым дном. Среди амфибий, обитающих в Виргинии, встречаются саламандра плато Камберленд и аллеганский скрытожаберник.

## История
В 2007 году Виргиния отметила своё четырёхсотлетие со дня основания Джеймстаунской колонии. Праздничные мероприятия подчеркнули вклад в развитие штата коренных американцев, негров и европейцев, каждый из которых сыграл значительную роль в истории Виргинии. Войны, в том числе между этими группами, также сыграли важную историческую роль. Виргиния была центром конфликтов, начиная войной с французами и индейцами, американской революцией и гражданской войной и заканчивая холодной войной и войной с терроризмом. Беллетризованные рассказы о ранней колонии, в частности история Покахонтас и Джона Смита, впервые стали популярными в период после войны за независимость, и вместе с другими мифами, окружавшими детство Джорджа Вашингтона и плантационную элиту в довоенный период, стали визитной карточкой Виргинии и американской культуры и помогли сформировать историческую политику и принципы государства.

### Коренные народы
Традиционно на территории нынешней Виргинии обитали индейские племена чероки, чикахомини, мехеррины, монаханы, памунки и другие. Они относились к трём большим этническим группам, крупнейшей из которых была алгонкинская, две другие — ирокезская и сиу. По оценкам учёных, первые люди прибыли в Виргинию более 12000 лет назад. 5000 лет назад начался рост числа оседлых поселений, а к 900 году нашей эры на виргинских землях началось земледелие. К 1500 году алгонкинские народы основали такие города, как Веровокомоко в районе Тайдуотера, в результате чего появилась конфедерация племён Ценакоммаках. Другими крупными языковыми группами в этом районе были сиу на западе и ирокезы, в том числе ноттуэй и мехеррины, на севере и юге. После 1570 года алгонкины объединились под властью Вахунсунакок, известного на английском языке как вождь Поухатан, в ответ на угрозы со стороны других этнических групп для их торговой сети. Поухатан контролировал более тридцати малых племён и более 150 поселений, которые говорили на общем виргинском алгонкинском языке. В 1607 году коренное население Тайдуотера составляло от 13000 до 14000 человек, но за XVII век три четверти коренного населения Виргинии умрут от оспы и других болезней, привезённых из Старого Света.

### Колониальный период
Несколько европейских экспедиций, в том числе группа испанских иезуитов, исследовало Чесапикский залив в XVI веке. Чтобы помочь противостоять испанским колониям в Карибском море, королева Англии Елизавета I поддержала экспедицию Уолтера Рэли к атлантическому побережью Северной Америки в апреле 1584 года. Название «Виргиния» (от лат. virgō, род. п. virginis «дева») использовалось капитаном Артуром Барлоу в отчёте об экспедиции, что, возможно, подмечало статус Елизаветы I как «королевы-девственницы» или же нетронутость территории. Также упоминались предложенные варианты названия колонии «Рэли» и «Элизабет». Существуют и другие версии происхождения названия: её отношение к алгонкинской фразе, Вингандакоа или Видганкон, или происхождение от имени вождя Вингина, с которым английская экспедиция впервые вступила в контакт на территории современной Виргинии. Первоначально это название относилось ко всему прибрежному региону, который простирался на территориях современных штатов от Южной Каролины до Мэна, а также к Бермудским островам. Колония Рэли потерпела неудачу, но в 1606 году новый король Англии Яков I издал Первую Виргинскую хартию Лондонской компании, акционерной компании, которая профинансировала новую экспедицию под руководством Кристофера Ньюпорта, которая отправилась в путь в декабре того же года. Колонисты высадились в Виргинии в мае 1607 года и основали поселение, названное в честь короля, Джеймстаун.
Жизнь в колонии была опасной, и многие колонисты погибли во время голода в 1609 году и в серии конфликтов с Конфедерацией Поухатанов, которые начались в 1610 году и снова вспыхнули в 1622 году, когда индейцев возглавил брат Поухатана, Опечанканоф. Только 3400 из 6000 первых поселенцев выжили к 1624 году. Однако спрос на табак из Европы стимулировал прибытие новых поселенцев и их договорных рабов. Правовая система пыталась решить проблему нехватки рабочей силы, предоставляя колонистам землю для каждого договорного раба, которого они перевезли в Виргинию. Африканские рабочие были впервые привезены в Джеймстаун в 1619 году, первоначально по правилам кабального рабства. Переход к системе африканского рабства в Виргинии был вызван судебными делами Джона Панча, приговорённого к пожизненному рабству за попытку избежать рабства в 1640 году, и Джона Касора, которого Энтони Джонсон объявил своим пожизненным рабом в 1655 году. Рабство впервые появляется в статутах Виргинии в 1661 и 1662 годах, когда закон сделал его наследственным в зависимости от статуса матери.
Колонисты боролись с властью как Лондонской компании, так и английской монархии, которая взяла прямой контроль над колонией в 1624 году. Начиная с 1619 года, колонисты настаивали на усилении местного контроля с помощью избранного руководства, позже названного Палатой бюргеров, которое делило власть с назначенными губернаторами. В 1635 году колонисты арестовали презираемого ими губернатора и заставили его вернуться в Англию против его воли. Беспорядки во время гражданской войны в Англии позволили Виргинии получить ещё большую автономию в течение 1650-х годов, и многие сторонники короля бежали в колонию, став известными как «Виргинские кавалеры». Напряжённость и географические различия между рабочим и правящим классами привели к восстанию Бэкона в 1676 году, когда работающие и бывшие договорные рабы составляли до восьмидесяти процентов населения. Повстанцы, которые сожгли Джеймстаун, были выходцами в основном из приграничных колоний и выступали против примирительной политики губернатора по отношению к местным племенам. Одним из результатов восстания стало подписание на плантации Миддл договора 1677 года, согласно которому подписавшие его племена стали подчинёнными территориями и отныне являлись частью схемы присвоения племенных земель силой.
В 1693 году на плантации Миддл был основан Колледж Вильгельма и Марии, вокруг которого в 1699 году возник город Уильямсберг, ставший новой столицей растущей колонии. В первой половине XVIII века Виргиния служила местом ссылки преступников из Англии. В частности, сюда дважды высылали легендарную воровку-карманницу Дженни Дайвер (и оба раза она сумела сбежать в Европу). Колонисты в 1700-х годах также активно перемещались вглубь территории, и в 1747 году группа спекулянтов из Виргинии сформировала Огайскую компанию при поддержке британской короны, чтобы начать английскую колонизацию и торговлю на территории Огайо к западу от Аппалачских гор. Франция, которая объявила этот район частью своей колонии Новая Франция, сочла это угрозой, и последовавшая за этим война с французами и индейцами стала частью Семилетней войны (1756—1763). Ополчение из нескольких британских колоний, называемое Вирджинским полком, возглавлял тогда ещё подполковник Джордж Вашингтон.

### Государственность
Попытки британского парламента взимать новые налоги после войны с французами и индейцами были крайне непопулярны в колониях. В Палате бюргеров противодействие налогообложению без представительства возглавляли, среди прочих, Патрик Генри и Ричард Генри Ли. Виргинцы начали координировать свои действия с другими колониями в 1773 году и отправили делегатов на Континентальный конгресс в следующем году. После того, как в 1774 году британский губернатор распустил Палату бюргеров, революционные лидеры Виргинии продолжали управление территорией согласно Виргинским конвенциям. 15 мая 1776 года Конвент провозгласил независимость Виргинии от Британской империи и принял Виргинскую декларацию прав Джорджа Мейсона, которая затем была включена в новую конституцию. Другой виргинец, Томас Джефферсон, опирался на работу Мейсона при составлении национальной Декларации независимости.
Когда в 1776 году началась война за независимость, Джордж Вашингтон был избран главой Континентальной армии, и многие жители Виргинии присоединились к армии и другим революционным отрядам. Виргиния стала первой колонией, ратифицировавшей статьи Конфедерации в декабре 1777 года. В апреле 1780 года столица была перенесена в Ричмонд по настоянию губернатора Томаса Джефферсона, который опасался, что прибрежное расположение Уильямсбурга сделает его уязвимым для британского нападения. Британские войска действительно высадились в районе Портсмута в октябре 1780 года, и солдатам Бенедикта Арнольда удалось совершить рейд на Ричмонд в январе 1781 года. При наличии внушительных сил нерешительность британцев и манёвры полков Континентальной армии под командованием маркиза де Лафайета и французского флота вместе заманили британскую армию в ловушку на полуострове Вирджиния в сентябре 1781 года, где соединились войска под командованием Джорджа Вашингтона и графа де Рошамбо, которые победили британского генерала Корнуоллиса при осаде Йорктауна. Его капитуляция 19 октября 1781 года стала одной из причин мирных переговоров в Париже и обеспечению независимости колоний.
Виргинцы сыграли важную роль в первые годы существования новой страны и в написании Конституции Соединённых Штатов. Джеймс Мэдисон разработал Виргинский план в 1787 году и Билль о правах в 1789 году. Виргиния ратифицировала Конституцию 25 июня 1788 года. Компромисс трёх пятых изначально обеспечил Виргинии с её большим количеством рабов самый большой блок в Палате представителей. Это, как и династия президентов из Виргинии, придало Виргинии национальное значение. В 1790 году Виргиния и Мэриленд уступили свою территорию, чтобы сформировать новый Округ Колумбия, хотя в 1846 году территория была возвращена Виргинии. Виргинию называют «Матерью штатов» из-за её роли в разделении на такие штаты, как Кентукки, который стал пятнадцатым штатом в 1792 году, а также из-за количества американских пионеров, родившихся в Виргинии.

### Гражданская война
Помимо сельского хозяйства, рабский труд всё чаще использовался в горнодобывающей, судостроительной и других отраслях промышленности Виргинии. Почва, истощённая годами выращивания табака, также подтолкнула плантационную экономику к расширению на запад. Однако неудавшиеся восстания рабов Габриэля Проссера в 1800 году и Ната Тёрнера в 1831 году ознаменовали собой растущее сопротивление системе рабства. Одним из ответов на Восстание Ната Тёрнера со стороны правительства Виргинии стала организация перевозки по морю свободных негров в Либерию. 16 октября 1859 года аболиционист Джон Браун возглавил рейд на арсенал в Харперс-Ферри, пытаясь начать восстание рабов в южных штатах. Его рейд и последующая казнь стали переломным моментом для многих, кто считал, что конец рабства должен быть достигнут силой. К 1860 году почти полмиллиона человек, примерно 31 % всего населения Виргинии, были рабами.
Открытая война началась 12 апреля 1861 года со сражения за форт Самтер в Южной Каролине, первом штате, отделившемся от Соединённых Штатов. На следующей неделе президент Линкольн призвал на войну вооружённых добровольцев, а в Виргинии специальный конвент, созванный Генеральной Ассамблеей, проголосовал за отделение от Союза при условии, что оно будет одобрено на референдуме в следующем месяце. Затем 24 апреля конвент проголосовал за присоединение к Конфедеративным Штатам Америки, которые 20 мая сделали Ричмонд своей столицей. Во время референдума вооружённые проконфедеративные группы препятствовали подаче и подсчёту голосов во многих северо-западных округах, которые выступали против отделения. Из-за этого представители 27 из этих округов приняли участие в конвенте Уилинга, который сформировал правительство, лояльное Союзу, что привело к отделению Западной Виргинии в качестве нового штата.
Силы Союза достигли окраин Ричмонда к июню 1862 года, однако виргинский генерал Роберт Э. Ли принял командование Северовирджинской армией Конфедерации и отбросил армию Союза, а после этого возглавил вторжения на территорию Союза и впоследствии был назначен главнокомандующим армией Конфедерации в феврале 1865 года. Во время войны в Виргинии произошло больше сражений, чем где-либо ещё, включая битвы при Булл-Ран, Фредериксберге, Чанселорсвилле и заключительное сражение при Аппоматтоксе, где Ли сдался 9 апреля 1865 года. После капитуляции Ричмонда столица штата в том же месяце была ненадолго перенесена в Линчберг, а руководство Конфедерации бежало в Данвилл. 32 751 виргинец погиб в гражданской войне. Виргиния официально вновь присоединилась к Соединённым Штатам в 1870 году благодаря работе Комитета девяти.

### Реконструкция и Джим Кроу
В послевоенную эпоху Реконструкции негры смогли объединиться в общины, особенно вокруг Ричмонда, Данвилла и региона Тайдуотер, и играть большую роль в развитии виргинского общества, поскольку многие из них приобрели некоторую собственность на землю в 1870-х годах. В 1868 году Виргиния приняла конституцию, которая гарантировала политические, гражданские права и право голоса, а также предусматривала бесплатные государственные школы. Однако, поскольку большая часть железных дорог и других преобразований в инфраструктуре была разрушена во время гражданской войны, Виргиния была по уши в долгах и в конце 1870-х годов перенаправляла деньги из финансирования государственных школ на выплаты держателям облигаций. Партия изменений сформировалась в 1877 году и получила законодательную власть в 1879 году, объединив чёрных и белых виргинцев, выступающих за общую оппозицию выплатам долгов и устоявшимся плантационным элитам.
Партия изменений сосредоточилась на строительстве образовательных учреждений, таких как Политехнический университет Виргинии и Государственный университет Виргинии, и успешно вынудила Западную Виргинию разделить довоенный долг. Но в 1883 году она были разделены из-за предложенной об отмене законов о борьбе со смешанными браками, и за несколько дней до выборов того года в результате беспорядков в Данвилле с участием вооружённых полицейских погибли четыре чёрных и один белый. Эти события побудили сторонников превосходства белой расы захватить политическую власть, и сегрегационисты из Демократической партии выиграли выборы в легислатуру в том году и сохраняли контроль над ней на протяжении десятилетий. Они приняли законы Джима Кроу и в 1902 году переписали конституцию штата, включив в неё подушный налог и другие меры по регистрации избирателей, которые фактически лишили избирательных прав большинство негров и многих белых бедняков.
Тем временем новаторские экономические усилия привели к индустриализации Виргинии. Виргинец Джеймс Альберт Бонсак изобрёл машину для скручивания табачных сигарет в 1880 году, что привело к новому крупномасштабному производству, сосредоточенному вокруг Ричмонда. В 1886 году железнодорожный магнат Коллис Поттер Хантингтон основал верфь Newport News Shipbuilding, которая отвечала за строительство шести дредноутов времён Первой мировой войны, семи линкоров и двадцать пять эсминцев для ВМС США с 1907 по 1923 год. Во время войны немецкие подводные лодки, такие как U-151, атаковали суда за пределами порта. Парад возвращения на родину в честь негритянских ветеранов, вернувшихся с войны, подвергся нападению в июле 1919 года в рамках обновлённого движения за превосходство белых, что стало известным как Красное лето. Во время Второй мировой войны верфь в четыре раза увеличила численность рабочей силы до 70 000 к 1943 году, в то время как в Рэдфордском арсенале за пределами Блэксберга работало 22 000 рабочих, производящих взрывчатые вещества.

### От борьбы за гражданские права до современности
Протесты против раздельных школ, начатые Барбарой Роуз Джонс в 1951 году в Фармвилле, привели к делу Дэвис против школьного совета округа Принс-Эдуард. Это дело, поданное уроженцами Ричмонда Споттсвудом Робинсоном и Оливером Хиллом, было разрешено в 1954 году согласно решению по делу Браун против Совета по образованию, Верховный суд США отверг сегрегационистскую доктрину «разделены, но равны». Но в 1956 году в рамках политики «массового сопротивления», проводимой влиятельным сегрегационистом сенатором Гарри Ф. Бёрдом и его организацией Бёрда, Виргиния запретила десегрегированным местным школам получать государственное или частное финансирование в рамках плана Стэнли. После того, как школы во многих округах начали закрываться в сентябре 1958 года, суды штата и округов признали этот план неконституционным, и первые чернокожие ученики интегрировались в школы в Арлингтоне и Норфолке в январе 1959 года. В июне 1959 года округ Принс-Эдуард отреагировал на это закрытием всей своей школьной системы. Верховный суд постановил, что все школы Виргинии должны быть открыты для чернокожих в мае 1964 года.
В 1960-е годы к движению за гражданские права присоединилось множество участников. Оно достигло моральной силы и поддержки, чтобы добиться принятия национального законодательства, как, например, Закона о гражданских правах 1964 года и Закона об избирательных правах 1965 года. В 1967 году Верховный суд также отменил запрет штата на межрасовые браки согласно решению по делу Лавинг против Виргинии. С 1969 по 1971 год законодатели штата под руководством губернатора Миллса Годвина переписали конституцию Виргинии после того, как были достигнуты такие цели, как отмена законов Джима Кроу. В 1968 году губернатор Миллс Годвин созвал комиссию по изменению конституции штата. Новая конституция, которая запрещала дискриминацию и исключала статьи, которые нарушали федеральный закон, была принята на референдуме при поддержке 71,8 от% и вступила в силу в июне 1971 года. В 1977 году афроамериканцы составили большинство в городском совете Ричмонда, в 1989 году Дуглас Уайлдер стал первым чернокожим, избранным губернатором в Соединённых Штатах, а в 1992 году Бобби Скотт стал первым чернокожим конгрессменом из Виргинии с 1888 года.
Холодная война привела к расширению государственных программ национальной обороны, штаб-квартиры которых были размещены в Северной Виргинии, недалеко от Вашингтона, округ Колумбия, и росту населения соответственно. Центральное разведывательное управление в Лэнгли участвовало в различных событиях холодной войны, в том числе неоднократно являлось целью для советской шпионской деятельности. Пентагон, построенный во время Второй мировой войны как штаб-квартира Министерства обороны, стал одной из целей атак 11 сентября 2001 года; 189 человек погибли на месте, когда на здание упал реактивный пассажирский самолёт. Массовые расстрелы в Политехническом университете Виргинии в 2007 году и в Вирджиния-Бич в 2019 году привели к принятию мер по контролю за оружием в 2020 году. Расовая несправедливость и наличие памятников деятелям времён Конфедерации в Виргинии привели к массовым демонстрациям, в том числе в августе 2017 года, когда сторонник превосходства белых въехал на своей машине в протестующих, убив одного, и в июне 2020 года, когда протесты, которые были частью более крупного движения BLM, привели к сносу статуй на Монумент-авеню в Ричмонде и в других местах.

## Города и малые города
Виргиния разделена на 95 округов и 38 независимых городов, последние во многом действуют как эквиваленты округов. Это фактическое равноправие городов и округов является уникальным для Виргинии; только три других независимых города существуют в других частях Соединённых Штатов, каждый в своём штате. Различия между округами и городами невелики и связаны с тем, как каждый из них определяет новые налоги, необходимость референдума для выпуска облигаций, а также с применением правила Диллона, которое ограничивает полномочия городов и округов отменять действия, прямо разрешённые Генеральной ассамблеей. Внутри округов также могут находиться малые города, у которых есть собственное управление, а также некорпоративные сообщества, у которых его нет. В Виргинии нет никаких других административных единиц, таких как деревни или посёлки.
Более 3,1 миллиона человек, 36 % жителей Виргинии, проживает в Северной Виргинии, которая является частью более крупной Вашингтонской агломерации и Северо-восточной агломерации. Округ Фэрфакс — самый густонаселённый округ в штате, с населением более 1,1 миллиона человек, хотя это число не включает в себя жителей окружного центра Фэрфакс, который является одним из независимых городов. В округе Фэрфакс есть крупный городской деловой и торговый центр в Тайсонс-Корнер, который является крупнейшим офисным рынком Виргинии. Соседний округ Принс-Уильям является вторым по численности населения округом Виргинии с населением более 450 000 человек. Здесь находится база морской пехоты Куантико, Академия ФБР и национальный парк «Поле битвы при Манассасе». Округ Лаудон с центром в Лисберге является самым быстрорастущим округом в штате. Округ Арлингтон является самым маленьким самоуправляющимся округом в США по площади суши, его власти рассматривают возможность реорганизации в качестве независимого города из-за высокой плотности населения округа.
Ричмонд — столица штата Виргиния, в городе проживает более 230 000 человек, а в его агломерации — более 1,2 миллиона человек. По состоянию на 2019 год Вирджиния-Бич является самым густонаселённым независимым городом в Виргинии, на втором и третьем месте находятся Чесапик и Норфолк соответственно. Эти три города являются частью более крупной агломерации Хэмптон-Роудс с населением более 1,7 миллиона человек и местом расположения крупнейшей в мире военно-морской базы Норфолк. Саффолк, который включает часть болот Грейт-Дисмал, является крупнейшим городом по площади в 1111 км². В западной Виргинии население города Роанок и округа Монтгомери, части агломерации Блэксберг-Кристиансберг, с 2018 года превысило 100 000 человек.
|                   | Ранг | Название                | Население | Ранг   | Название                  | Население |         |
| ----------------- | ---- | ----------------------- | --------- | ------ | ------------------------- | --------- | ------- |
| Северная Виргиния | 1    | Северная Виргиния       | 3,112,105 | 11     | Данвилл                   | 100,398   | Ричмонд |
| Северная Виргиния | 2    | Хэмптон-Роудс           | 1,718,843 | 12     | Кингспорт-Бристол-Бристол | 92,202    | Ричмонд |
| Северная Виргиния | 3    | Ричмонд                 | 1,291,900 | 13     | Мартинсвилл               | 63,111    | Ричмонд |
| Северная Виргиния | 4    | Роанок                  | 313,222   | 14     | Биг-Стоун-Гэп             | 41,364    | Ричмонд |
| Северная Виргиния | 5    | Линчберг                | 263,566   |        |                           |           | Ричмонд |
| Хэмптон-Роудс     | 6    | Шарлотсвилл             | 218,615   | Роанок |                           |           |         |
| Хэмптон-Роудс     | 7    | Блэксберг-Кристиансберг | 167,531   | Роанок |                           |           |         |
| Хэмптон-Роудс     | 8    | Гаррисонберг            | 134,964   | Роанок |                           |           |         |
| Хэмптон-Роудс     | 9    | Стонтон-Уэйнсборо       | 123,120   | Роанок |                           |           |         |
| Хэмптон-Роудс     | 10   | Уинчестер               | 117,391   | Роанок |                           |           |         |

## Демография
Бюро переписи населения США установило, что на 1 апреля 2020 года постоянное население штата составляло 8 631 393 человека, что на 7,9 % больше, чем в переписи населения США 2010 года. Ещё 23 149 виргинцев живут за границей, в результате чего общая численность населения штата составляет 8 654 542 человека. Виргиния занимает четвёртое место среди штатов США по численности живущих на территории штата иностранцев из-за наличия множества федеральных служащих и военнослужащих. Уровень рождаемости в Виргинии составлял 11,4 на 1000 человек в течение пяти лет, а средний возраст составлял 38,4 года, что соответствует средним показателям по стране на 2019 год. По состоянию на 2010 год центр населённости находился в округе Луиза, недалеко от Ричмонда.
В период с 2010 по 2018 год иммиграция в США привела к чистому увеличению населения на 159 627 человек, а миграция внутри страны — на 155 205 человек. Помимо Виргинии, самым крупным штатом по числу рождённых в нём виргинцев является Нью-Йорк, обогнавший Северную Каролину в 1990-х годах, при этом на северо-восток США приходилось наибольшее количество внутренних мигрантов в штате по регионам. Около двенадцати процентов жителей родились за пределами Соединённых Штатов по состоянию на 2020 год. Сальвадор — наиболее распространённая страна их рождения, Индия, Южная Корея, Вьетнам, Эфиопия и Филиппины также являются распространёнными местами рождения виргинцев.

### Этносы
Доля населения самой густонаселённой этнической группы штата, неиспаноязычных белых, сократилась с 76 % в 1990 году до 61 % в 2019 году, так как население других этнических групп увеличились. Иммигранты с Британских островов и Ирландии расселились по всей Виргинии в колониальный период, когда примерно три четверти иммигрантов приехали в качестве договорных рабов. Те, кто во время переписи населения идентифицируют себя как «американцы по национальности», в основном имеют английское происхождение, но имеют предков, которые прожили в Северной Америке так долго, что они предпочитают идентифицировать себя просто как американцы. В западных горах есть множество поселений, основанных шотландско-ирландскими иммигрантами до Американской революции. Значительное количество людей немецкого происхождения проживает в северо-западных горах и долине Шенандоа, и по данным на 2019 год, около 10,6 % виргинцев имеют немецкое происхождение.
Самая большая группа национальных меньшинств в Виргинии — негры, которые составляют около одной пятой населения. Виргиния была основным пунктом трансатлантической работорговли, и первые поколения рабов-мужчин, женщин и детей были привезены в основном из Анголы и залива Биафра. Этническая группа игбо на территории нынешней южной Нигерии была самой большой африканской группой среди рабов Виргинии. Чернокожие в Виргинии также имеют более европейское происхождение, чем в других южных штатах, и анализ их ДНК показывает, что у многих есть асимметричные мужские и женские родословные до Гражданской войны, свидетельства происхождения от отцов-европейцев и матерей-негритянок или коренных американцев во времена рабства. Хотя численность чернокожего населения сократилась в результате Великой миграции негров в северные промышленные города в первой половине XX века, с 1965 года наблюдается обратная миграция чернокожих, возвращающихся на юг. Виргиния имеет самое большое количество межрасовых браков между чёрными и белыми в Соединённых Штатах, а 3,2 % виргинцев считают себя межрасовыми.
Более поздняя иммиграция в конце XX и начале XXI веков привела к появлению новых общин латиноамериканцев и азиатов. По состоянию на 2019 год 9,8 % всего населения Виргинии идентифицируют себя латиноамериканцами, а 6,9 % — азиатами. С 2000 по 2010 год латиноамериканское население штата выросло на 92 %, причём две трети латиноамериканцев в штате проживали в Северной Виргинии. У испаноязычных граждан в Виргинии средний доход семьи и уровень образования выше, чем у населения штата в целом. В Северной Виргинии также проживает значительное число американцев вьетнамского происхождения, основная волна иммиграции которых последовала после начала войны во Вьетнаме. Американцы корейского происхождения иммигрировали совсем недавно, так как были привлечены качественной школьной системой. В районе Хэмптон-Роудс проживает около 45 000 американцев филиппинского происхождения, многие из которых связаны с флотом и армией США.
Определение численности коренных американцев в Вирджинии осложняется изданным штатом в 1924 году Законом о расовой цельности, согласно которому коренные американцы и чернокожие классифицировались вместе, в результате чего многие члены коренных американских племён имеют африканское и европейское происхождение. В 2019 году Бюро переписи населения США подсчитало, что 0,5 % жителей Виргинии являются американскими индейцами или коренными жителями Аляски, а 0,1 % — коренными жителями Гавайев или других островов Тихого океана. Виргиния распространила признание штата на одиннадцать коренных племён, проживающих в штате. Семь племён также получили федеральное признание, в том числе шесть, которые были признаны в 2018 году после принятия закона, названного в честь активистки Томасины Джордан. Памунки и матапони имеют резервации на притоках реки Йорк в регионе Тайдуотер.
| Этнос (2019)                                  | Этнос (2019) |                                              | Крупнейшие этносы по округам | Происхождение (2019)                 | Происхождение (2019) | Происхождение (2019) |
| Неиспаноязычные белые                         | 61,2 %       | Оценка American Community Survey за пять лет |                              | Немецкое                             | 10,6 %               |                      |
| Негры                                         | 19,9 %       | Оценка American Community Survey за пять лет |                              | Ирландское или шотландско-ирландское | 10,5 %               |                      |
| Латиноамериканцы (любой расы)                 | 9,8 %        | Оценка American Community Survey за пять лет |                              | Американское                         | 9,7 %                |                      |
| Азиаты                                        | 6,9 %        | Оценка American Community Survey за пять лет |                              | Английское                           | 9,2 %                |                      |
| Американские индейцы и коренные жители Аляски | 0,5 %        | Оценка American Community Survey за пять лет |                              | Африканское (к югу от Сахары)        | 2,3 %                |                      |

### Языки
По состоянию на 2010 год 85,9 % (6299 127) жителей Виргинии в возрасте старше пяти лет говорили на английском языке в качестве родного языка, в то время как 14,1 % (1 036 442) имели другой родной язык: 6,4 % (470 058) говорили на испанском, 0,8 % (56 518) — корейском, 0,6 % (45 881) — вьетнамском, 0,6 % (42 418) — китайском (включая мандаринский диалект) и 0,6 % (40 724) — тагальском. Английский был признан официальным языком Виргинии в соответствии с законодательными актами в 1981 и 1996 годах, хотя этот статус не предусмотрен Конституцией Виргинии.
Регион Пидмонт известен сильным влиянием своего диалекта на английский язык юга США. В то время как более гомогенизированный американский английский встречается в городских районах, также используются различные акценты, в том числе тайдуотерский акцент, старовиргинский акцент и анахронистический елизаветинский акцент острова Танжер.

### Религия
| Религиозные группы (2014) | Религиозные группы (2014) | Религиозные группы (2014) | Религиозные группы (2014) | Религиозные группы (2014) |
| ------------------------- | ------------------------- | ------------------------- | ------------------------- | ------------------------- |
| Протестантизм             |                           |                           | 58 %                      |                           |
| Нерелигиозны              |                           |                           | 20 %                      |                           |
| Католицизм                |                           |                           | 12 %                      |                           |
| Мормоны                   |                           |                           | 2 %                       |                           |
| Православие               |                           |                           | 1 %                       |                           |
| Другие                    |                           |                           | 6 %                       |                           |

В Виргинии преимущественно проживают христиане, в особенности протестанты; баптисты формируют самую большую группу верующих с более чем четвертью населения по состоянию на 2014 год. Баптистские деноминационные группы в Виргинии включают в себя Баптистскую Генеральную ассоциацию Виргинии, насчитывающую около 1400 церквей-членов, которая поддерживает как Южную баптистскую конвенцию, так и умеренное Кооперативное баптистское братство, а также Южных баптистских консерваторов Виргинии, которые насчитывают более чем 500 дочерних церквей, которые поддерживают Южную баптистскую конвенцию. Католики — следующая по величине религиозная группа, составляющая около двенадцати процентов населения. Римско-католическая епархия Арлингтона включает большинство католических церквей Северной Виргинии, в то время как епархия Ричмонда включает в себя все остальные.
Объединённая методистская церковь, к которой себя относят около шести процентов жителей Виргинии, имеет в своём составе Конференцию Виргинии в качестве своего регионального органа на большей части Виргинии, в то время как Конференция Холстона включает в себя большую часть крайнего юго-запада Виргинии. Около пяти процентов виргинцев посещают пятидесятнические церкви, а около трёх процентов — пресвитерианские церкви, которые разделены между Пресвитерианской церковью (США) и Пресвитерианской церковью в Америке. Прихожане Лютеранской церкви при Синоде Виргинии, конгрегационалистских церквей и епископальной церкви по состоянию на 2014 год составляли менее двух процентов населения. Епископальные епархии Виргинии, Южной Виргинии и Юго-западной Виргинии объединяют различные епископальные церкви.
В ноябре 2006 года пятнадцать консервативных епископальных церквей проголосовали за отделение от епархии Виргинии из-за рукоположения открыто гомосексуальных епископов и духовенства в других епархиях епископальной церкви; эти церкви продолжают заявлять о принадлежности к более крупному Англиканскому сообществу через другие организации за пределами Соединённых Штатов. Хотя право Виргинии позволяет прихожанам определять свою церковную принадлежность, епархия потребовала здания и собственность сецессионистских церквей. Судебное дело о праве собственности, которое в конечном итоге было решено в пользу основной епархии, стало испытанием для епископальных церквей по всей стране.
Среди других религий прихожане Церкви Иисуса Христа Святых последних дней составляют один процент населения, у неё имеется две сотни общин в Виргинии по состоянию на 2021 год. В Фэрфакс-Стейшен располагается буддийский храм Экодзи школы Дзёдо-синсю, и индуистский храм Дурги. Стерлинг является штаб-квартирой для мусульманского общества района Даллес, которое со своими одиннадцатью дочерними филиалами считает себя второй по величине мусульманской общиной в стране. В то время как еврейское население штата невелико, организованные еврейские места для молитв датируются 1789 годом, когда была создана конгрегация Бет Ахабах. Мегацеркви в Виргинии включают в себя баптистскую церковь Томаса Роуд, Библейскую церковь Иммануила и Библейскую церковь МакЛина. Из двадцати процентов населения, которые называют себя нерелигиозными, также есть семь процентов, которые считают, что религия важна для них, но они могут не посещать регулярные службы и не иметь официальное членство в общине. Несколько христианских университетов также базируются в штате, в том числе Регентский университет, Университет Либерти и Линчбергский университет.

## Административно-политическое устройство
Законодательный орган — Генеральная Ассамблея (General Assembly), состоит из Сената и Палаты Делегатов.
Сенат (Senate of Virginia) состоит из 40 членов, избираемых сроком на 4 года, избирающих из своего состава временного председателя (President Pro Tempore).
Палата делегатов (House of Delegates) состоит из 100 членов, избираемых сроком на 2 года, которые из своего состава избирают спикера Палаты делегатов (Speaker of the Virginia House of Delegates).
Исполнительную власть осуществляют Губернатор Виргинии (Governor of Virginia), Лейтенант-губернатор Виргинии (Lieutenant Governor of Virginia) и Генеральный прокурор Виргинии (Attorney General of Virginia), избираются сроком на 4 года.
Высшая судебная инстанция — Верховный суд Виргинии (Supreme Court of Virginia) состоит из судей (justices), избираемых сроком на 4 года. Имеется Апелляционный суд Виргинии (Court of Appeals of Virginia), состоит из главного судьи (Chief Judge) и 19 судей (judge).
Виргиния состоит из 95 комитатов и 39 городов. Органы местного самоуправления комитатов — палаты супервизоров (Board of Supervisors).

## Экономика
Экономика Виргинии располагает разнообразными источниками дохода, включая доходы от местного и федерального правительства, военных объектов, сельского хозяйства и высокотехнологичного производства. Средний заработок на одно рабочее место в штате составляет 63 281 доллар США, 11-е место по величине в стране, а валовой внутренний продукт (ВВП) в 2018 году составил 476,4 миллиарда долларов, что является 13-м по величине показателем среди штатов США. До рецессии COVID-19, в марте 2020 года, в Виргинии было 4,36 миллиона человек работающего населения при уровне безработицы в 2,9 %, но количество обращений за пособием по безработице из-за вируса выросло более чем на 10 % в начале апреля 2020 года, а в ноябре того же года снизилось примерно на 5 %. В июне 2021 года этот процент составил 4,3 %, что являлось 17-м наименьшим показателем по стране. Однако из-за пандемии Виргиния заняла худшее место в стране по своевременному пересмотру пособий по безработице.
В Виргинии средний доход семьи составляет 72 600 долларов США, что соответствует 11-му месту по величине в стране, а уровень бедности составляет 10,7 %, по которому штат занимает 12-е среди самых низких уровней по стране по состоянию на 2018 год. В округе Монтгомери за пределами Блэксберга самый высокий уровень бедности в штате: 28,5 % ниже минимального уровня порога бедности, согласно переписи населения США. В то же время в округе Лаудон — самый высокий средний доход среди семей в стране, а более крупный регион Северная Виргиния входит в число регионов с самым высоким уровнем доходов по всей стране. По состоянию на 2013 год шесть из двадцати округов США с самыми высокими доходами, включая два самых высоких и три из пятидесяти городов с самыми высокими доходами, расположены в Северной Виргинии. Хотя индекс Джини показывает, что в Виргинии экономическое неравенство меньше, чем в среднем по стране, численность среднего класса штата также меньше, чем в большинстве штатов.
Деловая среда Виргинии была высоко оценена различными публикациями со стороны американских СМИ. В 2021 году телеканал CNBC назвал Виргинию лучшим штатом для бизнеса, в основном вследствие высокой стоимости проживания, а журнал Forbes поставил её на четвёртое место по стране, хотя расположил штат на первом месте по качеству жизни. Кроме того, в 2014 году опрос 12 000 собственников малого бизнеса показал, что Виргиния является одним из самых благоприятных штатов для малого бизнеса. Однако объединение Oxfam America оценило Виргинию в ноябре 2020 года как четырнадцатый штат в рейтинге штатов с худшими условиями для работы, с плюсами в плане защиты новых работников от сексуальных домогательств и дискриминации по беременности, но с недостатками по законам об организованном труде и низкой минимальной заработной платой в 7,25 доллара в час. В Виргинии с 1906 года работает принцип трудоустройства по желанию, а с 1947 года — право на труд. В апреле 2021 года минимальная заработная плата была повышена до 9,50 долларов в час, а в 2023 году её планируется увеличить до 12 долларов.

### Правительственные учреждения
По состоянию на 2021 год в государственных учреждениях напрямую занято около 700 000 человек из Виргинии, что составляет почти 17 % всех сотрудников. Примерно двенадцать процентов всех средств на федеральные закупки США расходуется в Виргинии, что составляет вторую по величине сумму расходов после Калифорнии. По состоянию на сентябрь 2019 года 124870 военнослужащих и 98506 гражданских лиц работают непосредственно на Министерство обороны США на 27 военных базах в штате и в его штаб-квартире в Пентагоне, а более 139000 жителей Виргинии работают в оборонных фирмах-подрядчиках, которые получили от контрактов более 37,4 млрд долларов США в 2018 финансовом году. В Виргинии одна из самых высоких концентраций ветеранов среди всех штатов, а в районе Хэмптон-Роудс находится самая большая концентрация военнослужащих и активов среди агломераций мира.
Другие крупные федеральные агентства в Северной Виргинии включают в себя Центральное разведывательное управление, Национальный научный фонд, Геологическую службу США, Службу охраны рыбных ресурсов и диких животных США и Ведомство по патентам и товарным знакам. В правительстве штата Виргиния работает более 106000 государственных служащих, средний доход которых по состоянию на ноябрь 2018 года составлял 52 401 доллар США.

### Бизнес
Согласно переписи населения США в 2012 году в Виргинии насчитывалось 653 193 самостоятельных фирм, из которых 54 % принадлежали мужчинам, а 36,2 % — женщинам. Примерно 28,3 % фирм являлись предприятиями миноритарного бизнеса, а 11,7 % находилось в собственности ветеранов. По состоянию на 2019 год 21 компания из списка Fortune 500 имеет штаб-квартиру в Виргинии, при этом крупнейшими компаниями по выручке являются Freddie Mac, General Dynamics и Capital One. Самыми крупными по количеству сотрудников являются Dollar Tree в Чесапике и Hilton Worldwide Holdings в Маклейне.
Виргиния занимает третье место по концентрации технологических специалистов и пятое по общей численности персонала среди штатов США по состоянию на 2020 год: на 451268 рабочих мест в сфере высоких технологий приходится 11,1 % всех рабочих мест в штате, а средняя заработная плата составляет 98 292 доллара США. Многие из этих рабочих мест находятся в Северной Виргинии, где находится наибольшее количество компаний, занимающихся программным обеспечением, связью и кибербезопасностью, особенно в районах Технологического коридора Даллеса и Тайсонс-Корнер. Компания Amazon дополнительно выбрала Кристал-Сити для своей второй штаб-квартиры в 2018 году, в то время как Google расширила свои офисы в Рестоне в 2019 году. Виргиния стала крупнейшим в мире рынком дата-центров в 2016 году, при этом округ Лаудон специально позиционировал себя как «Аллея центров обработки данных» из-за примерно 1,25 км², которые используются для обработки данных. В 2020 году у штата была вторая по величине средняя скорость загрузки интернета в Соединённых Штатах — 193,1 Мбит/с. Интегральные схемы впервые стали самой прибыльной статьёй экспорта штата в 2006 году, а общая стоимость их экспорта составила 827 миллионов долларов в 2020 году. Несмотря на то, что по индексу Симпсона компания находится в верхнем квантиле по разнообразию, только 26 % сотрудников технологических компаний в Виргинии — женщины, и только 13 % — афроамериканцы.
Туризм в Виргинии обеспечил около 234 000 рабочих мест в 2018 году, что сделало туризм пятой по величине отраслью дохода для штата. Доход от него составил 26 миллиардов долларов, что на 4,4 % больше, чем в 2017 году. Штат занял восьмое место в стране по расходам на поездки внутри страны в 2018 году, при этом округ Арлингтон стал основным туристическим направлением в штате по расходам внутри страны, за ним следуют округ Фэрфакс, округ Лаудон и Вирджиния-Бич. В 2018 году Виргиния также приняла 1,1 миллиона иностранных туристов, что на пять процентов больше, чем в 2017 году.

### Сельское хозяйство
По состоянию на 2017 год сельскохозяйственные угодья занимали 28 % земель в Виргинии, что составляет 7,8 млн акров (31 565 км²). Около 54 000 жителей Виргинии работают на 43 225 фермах штата, что в среднем составляет 181 акр (0,73 км²). Хотя роль сельского хозяйства значительно снизилась с 1960 года, когда в штате было вдвое больше ферм, оно остаётся крупнейшей отраслью экономики Виргинии, обеспечивая более 334 000 рабочих мест. Соевые бобы были самой прибыльной сельскохозяйственной культурой для Виргинии в 2017 году, опередив кукурузу и срезанные цветы в качестве других ведущих сельскохозяйственных продуктов. Однако продолжающаяся торговая война между США и Китаем заставила многих фермеров Виргинии сажать хлопок вместо сои в 2019 году. Хотя табак уже давно не является основной культурой, Виргиния по-прежнему является третьим по величине производителем табака в Соединённых Штатах.
Виргиния также является третьим по величине производителем морепродуктов в стране по состоянию на 2018 год, при этом морские гребешки, устрицы, чесапикские голубые крабы, менхэдены и морские моллюски являются самыми прибыльными для улова, а Франция, Канада и Гонконг — крупнейшими направлениями для экспорта. Коммерческое рыболовство обеспечивает 18 220 рабочих мест по состоянию на 2020 год, а рекреационное рыболовство обеспечивает ещё 5893 рабочих мест. Улов восточных устриц увеличился с 23 000 бушелей в 2001 году до более чем 500 000 в 2013 году, но упал до 248 347 в 2019 году из-за низкой солёности прибрежных вод из-за сильных весенних дождей. Однако те же самые дожди сделали 2019 год годом рекордного урожая винограда на виноградниках на Северном перешейке и вдоль Голубого хребта, которые также ежегодно привлекают 2,3 миллиона туристов. Виргиния занимает седьмое место по количеству виноделен в стране, их количество составляет 307 по состоянию на 2020 год. Каберне-фран и шардоне являются наиболее выращиваемыми сортами винограда.

### Налоги
Виргиния взимает подоходный налог с лиц, чей доход превышает порог налоговую декларацию; существует пять категорий дохода со ставками от 2,0 % до 5,75 % налогооблагаемого дохода. Ставка налога штата и налога на использование составляет 4,3 %. Существует дополнительный местный налог в размере 1 %, что в сумме составляет 5,3 % комбинированного налога с продаж на большинство покупок в Виргинии. Ставка налога с продаж выше в трёх регионах: Северной Виргинии (6 %), Хэмптон-Роудс (6 %) и Историческом треугольнике (7 %). В отличие от большинства штатов, Виргиния взимает налог с продаж на продукты, но по более низкой ставке, чем общий налог с продаж; ставка налога с продаж на продукты питания и некоторые предметы первой необходимости личной гигиены составляет 2,5 %.
Налог на недвижимость в Виргинии устанавливается и взимается на уровне местного правительства и варьируется в пределах штата. Недвижимость также облагается налогом на местном уровне, исходя из стопроцентной справедливой рыночной стоимости. По состоянию на 2018 финансовый год медианная ставка налога на недвижимость из расчёта на 100 долларов исчисленной налогооблагаемой стоимости составляла 1,07 доллара для городов, 0,67 доллара для округов и 0,17 доллара для малых городов; городские ставки ниже, потому что малые города (в отличие от городов) имеют узкий круг обязанностей и подчиняются округам. Около 61 % налоговых поступлений местных органов власти приходится на налоги на недвижимость; около 24 % на налог на движимое имущество, продажи и использование, а также на коммерческую лицензию; и 15 % на другие налоги (таких как налог на питание в ресторанах, налог на имущество государственных предприятий, налог на коммунальные услуги и курортный сбор).

## Культура
Современная культура Виргинии имеет множество корней и является частью культуры юга Соединённых Штатов. Смитсоновский институт делит Виргинию на девять культурных регионов, в 2007 году он провёл ежегодный Фестиваль фольклора, чтобы отметить значительный вклад Англии и Сенегала в культуру Виргинии. Культура Виргинии была популяризирована и распространена в США и на их юге такими фигурами, как Джордж Вашингтон, Томас Джефферсон и Роберт Э. Ли. Их дома в Виргинии представляют собой колыбель США и их юга.
Помимо общей для юга Соединённых Штатов кухни, Виргиния сохраняет свои особые традиции. Виргинское вино производится во многих частях штата. Смитфилдская ветчина, которую иногда называют «Виргинской ветчиной», является разновидностью деревенской ветчины, которая охраняется законом штата и может производиться только в малом городе Смитфилд. Мебель и архитектура Виргинии типичны для американской колониальной архитектуры. Томас Джефферсон и многие из первых лидеров штата отдавали предпочтение стилю неоклассической архитектуры, что привело к его использованию во время постройки важных для штата зданий. Пенсильванских немцев и их стиль также можно встретить в некоторых частях Виргинии.
Литература Виргинии часто имеет дело с обширным, а иногда и трагичным прошлым штата. Работы лауреата Пулитцеровской премии Эллен Глазгоу часто посвящены социальному неравенству и роли женщин в культуре штата. Ровесник и близкий друг Глазгоу Джеймс Брэнч Кейбелл много писал об изменении положения дворянства в эпоху Реконструкции и оспаривал его моральный кодекс в своей книге «Юрген. Комедия правосудия». Уильям Стайрон обращался к истории Виргинии в таких произведениях, как «Признания Ната Тёрнера» и «Выбор Софи». Том Вулф иногда отсылался на своё южное происхождении в таких бестселлерах, как «Я — Шарлотта Симмонс». Уроженец Маунт-Вернона Мэтт Бондюрант получил признание критиков за свой исторический роман «Самый пьяный округ в мире» о самогонщиках в округе Франклин во время сухого закона. Виргинию также называют штатом поэтов-лауреатов.

### Искусство
По состоянию на 2021 год Виргиния находится примерно в середине рейтинга штатов США по объёму государственных расходов на искусство, что составляет чуть более половины от среднего показателя по стране. Правительство штата финансирует некоторые учреждения, в том числе Музей изобразительных искусств Виргинии и Музей науки Виргинии. Другие музеи включают в себя популярный Центр Стивена Удвара-Хази Национального музея воздухоплавания и астронавтики и Художественный музей Крайслера. Помимо этих мест, на территории Виргинии расположены многие музеи под открытым небом, такие как Колониальный Уильямсбург, Музей пограничной культуры и различные исторические поля сражений. Фонд гуманитарных наук Виргинии работает над улучшением гражданской, культурной и интеллектуальной жизни штата.
Театры и места для встреч в Виргинии есть как в городах, так и в пригородах. Оперный театр Харрисона в Норфолке является основным местом выступления Оперы Виргинии. Симфонический оркестр Виргинии действует в районе Хэмптон-Роудс. Постоянные и гастролирующие театральные труппы работают из American Shakespeare Center в Стонтоне. Театр Бартера в Абингдоне, известный как Театр штата Виргиния, получил первую премию Регионального театра Тони в 1948 году, а Signature Theatre в Арлингтоне получил её в 2009 году. Существуют также Детский театр Виргинии, Театр IV, который располагает второй по величине гастрольной труппой в стране. Известными площадками для проведения концертов являются The Birchmere, Landmark Theater и Jiffy Lube Live. Национальный парк исполнительских искусств Wolf Trap, расположенный в Виенне, является единственным национальным парком, предназначенным для использования в качестве центра исполнительских искусств.
Виргиния является родиной для множества отмеченных наградами традиционных музыкальных исполнителей и всемирно известных исполнителей популярной музыки, а также голливудских актёров. Виргиния известна своими традициями в музыкальных жанрах олд-тайм и блюграсс, благодаря таким группам как The Carter Family и Stanley Brothers. Африканские традиции штата проявляются в жанрах госпел, блюз и шаут, в том числе они стали известны благодаря Элле Фицджеральд и Перл Бэйли из Ньюпорт-Ньюса. Современная Виргиния также известна исполнителями фолк-рока, такими как Дэйв Мэтьюз и Джейсон Мраз, звёздами хип-хопа, такими как Фаррелл Уильямс, Мисси Эллиотт и Pusha T, а также группами жанра трэш-метал, такими как GWAR и Lamb of God. Несколько участников кантри-группы Old Dominion выросли в районе Роанока и позаимствовали название своей группы от прозвища штата Виргиния.

### Фестивали
Во многих округах и населённых пунктах проводятся местные ярмарки и фестивали. Ярмарка штата Виргиния проводится в парке Meadow Event Park каждый сентябрь. Также в сентябре проходит фестиваль Нептуна в городе Вирджиния-Бич, на котором чествуются сам город, его набережная и художники региона. В июне на фестивале «Norfolk’s Harborfest» проводятся лодочные гонки и авиашоу. Округ Фэрфакс также спонсирует проведение фестиваля «Celebrate Fairfax!», на котором выступают исполнители популярной и традиционной музыки. «Virginia Lake Festival» проводится в третьи выходные июля в Кларксвилле. Ежегодный «Пони Пеннинг» диких чинкотигских пони на восточном побережье штата, на острове Чинкотигу, в конце июля — уникальная местная традиция, которая превратилась в недельный карнавал.
Фестиваль цветения яблонь в Шенандоа — шестидневный фестиваль, ежегодно проводимый в Уинчестере, который включает в себя парады и концерты исполнителей жанра блюграсс. Собрание исполнителей жанра олд-тайм в Гейлаксе, зародившееся в 1935 году, является одним из старейших и крупнейших подобных мероприятий в мире. Национальный парк Wolf Trap является штаб-квартирой Wolf Trap Opera Company, которая каждое лето проводит оперный фестиваль. Два важных кинофестиваля штата: Виргинский кинофестиваль и фестиваль французского кино VCU, ежегодно проводятся в Шарлотсвилле и Ричмонде соответственно.

## СМИ
Район Хэмптон-Роудс является 42-м по величине медиа-рынком в Соединённых Штатах по оценке Nielsen Media Research, в то время как район Ричмонд-Питербсург занимает 54-е место, а Роанок-Линчберг — 69-е по состоянию на 2020 год. Северная Виргиния является частью гораздо более крупного медиа-рынка Вашингтона, округ Колумбия, который является 7-м по величине в стране.
В Виргинии вещают 36 телевизионных станций, представляющих каждую крупную сеть США, часть из 42 станций, которые обслуживают зрителей Виргинии в том числе вещают из соседних юрисдикций. По данным Федеральной комиссии по связи, 595 лицензированных FCC FM-радиостанций вещают в Виргинии, из них 239 являются AM-станциями по состоянию на 2020 год. Public Broadcasting Service (PBS) находится в Арлингтоне. Независимые филиалы PBS существуют по всей Виргинии, а станция WETA-TV в Арлингтоне выпускает такие программы, как PBS NewsHour и Washington Week.
Самыми распространёнными местными газетами Виргинии являются норфолкская газета The Virginian-Pilot с около 132 000 подписчиков, Richmond Times-Dispatch с 86 219 подписчиками и The Roanoke Times по состоянию на 2018 год. Штаб-квартира газеты USA Today с ежедневной подпиской на 520 000 человек находится в Маклейне. USA Today — ведущее издание компании Gannett, Inc., которая объединилась с GateHouse Media в 2019 году и управляет более чем сотней местных газет по всей стране. В Северной Виргинии The Washington Post является доминирующей газетой, которая освещает местные события. Газета Politico, которая освещает национальную политику, имеет свои офисы в Росслине.

## Образование
Система образования Виргинии неизменно входит в пятерку лучших штатов по качеству образования, согласно Национальной оценке образовательного прогресса Министерства образования США, при этом учащиеся Виргинии превосходят средний показатель по всем предметным областям и тестируемым классам. В отчёте о показателях качества за 2020 год система образования Виргинии K-12 заняла восьмое место в стране с буквенной оценкой B. Все школьные учреждения должны придерживаться образовательных стандартов, установленных Департаментом образования Виргинии, который поддерживает режим оценки и аккредитации, известный как Стандарты обучения для обеспечения подотчетности.
Государственные школы K-12 в Виргинии обычно находятся в ведении округов и городов, а не штата. По состоянию на 2018-19 учебный год в общей сложности 1 290 576 учащихся обучались в 2293 местных и региональных школах штата, включая восемь чартерных школ и ещё 98 центров альтернативного и специального образования в 133 школьных учреждениях. В 2018 году произошло первое снижение общего набора в государственные школы чуть более чем на 2000 учеников с 1984 года. Помимо общеобразовательных государственных школ в Виргинии существуют губернаторские школы, специализированные и образцовые школы. Губернаторские школы представляют собой структуру из более чем сорока региональных средних школ и летних программ, предназначенных для одарённых учащихся. Совет Виргинии по частному образованию наблюдает за деятельностью 483 частными школами, аккредитованных штатом. Ещё 17 283 учащихся получают домашнее обучение.
В 2019 году 91,5 % старшеклассников закончили школу вовремя по прошествии четырех лет, что на два процента больше, чем в 2013 году, и 89,3 % взрослых старше 25 лет имели аттестат о среднем образовании. В Виргинии один из самых маленьких расовых разрывов в показателях выпускников среди штатов США: 89,7 % чернокожих учащихся заканчивают обучение вовремя, по сравнению с 94,7 % белых учащихся и 97,5 % учащихся-азиатов. Несмотря на прекращение школьной сегрегации в 1960-х годах, семь процентов государственных школ Виргинии были оценены Проектом гражданских прав Калифорнийского университета в Лос-Анджелесе в 2019 году как «сильно сегрегированные», и это число выросло с 1989 года, когда таковыми были только три процента. В Виргинии есть сравнительно большие районы государственных школ, обычно включающие целые округа или города, и это помогает смягчить дефицит финансирования, наблюдаемый в других штатах, например, округа для небелых в среднем получают немного больше финансирования, 255 долларов на учащегося по состоянию на 2019 год, чем округа с большинством белых. Согласно исследованию Университета штата Виргиния 2019 года, начальные школы от самых небольших районов Виргинии оказались более сегрегированными, чем средние или старшие школы штата.

### Колледжи и университеты
По состоянию на 2019 год Виргиния занимает шестое место по проценту жителей со степенью бакалавра или выше — 38,2 %. По состоянию на тот год в Виргинии действовало 169 колледжей и университетов. В рейтинге национальных государственных университетов US News & World Report за 2021 год Виргинский университет занимает 4-е место, Колледж Вильгельма и Марии — 11-е, Политехнический университет Виргинии — 29-е, Университет Джорджа Мейсона — 65-е, а Университет Содружества Виргинии — 77-е. Университет Джеймса Мэдисона также считается третьим среди лучших региональных университетов на Юге США. В штате функционируют 124 частных учебных заведения, в том числе Университет Вашингтона и Ли и Ричмондский университет, которые занимают 9-е и 22-е место среди лучших гуманитарных колледжей страны соответственно.
Политехнический университет Виргинии и Университет штата Виргиния являются университетами штата, получившими участок земли от федерального правительства для организации практического сельскохозяйственного образования, а Университет штата Виргиния является одним из пяти исторически сложившихся колледжей и университетов для чернокожих в Виргинии. Военный институт Виргинии — старейший военный колледж штата. В Виргинии также действуют 23 общественных колледжа в 40 кампусах, в которых в 2020—2021 учебном году обучалось 218 985 студентов, желающих получить ученую степень. В 2021 году штат сделал общественные колледжи бесплатными для большинства учащихся с низким и средним уровнем дохода. В Университете Джорджа Мейсона обучалось наибольшее количество учащихся в кампусе — 38 542 студента по состоянию на 2021 год, хотя в частном Университете Либерти получало образование наибольшее общее число учащихся в штате: 88 283 по онлайн-программам и 15 105 студентов в кампусе в Линчберге по состоянию на 2019 год.

## Здравоохранение
Виргиния имеет неоднозначные показатели качества здравоохранения: она заняла 16-е место по общим показателям здоровья населения и 18-е место по здоровому поведению граждан, проживающих в штате, согласно рейтингу здоровья United Health Foundation за 2021 год. Среди штатов США Виргиния занимает восемнадцатое место по уровню преждевременной смертности: 6790 случаев на 100 000, а уровень младенческой смертности составляет 5,61 на 1000 новорожденных. Доля незастрахованных жителей Виргинии упала до 7,9 % в 2020 году после расширения Medicare годом ранее. Фолс-Черч и округ Лаудон вошли в десятку самых здоровых округов в 2020 году по версии US News & World Report.
Однако существуют расовые и социальные различия в отношении здоровья населения штата. Из-за высокого уровня сердечных заболеваний и диабета средняя продолжительность жизни негров в Виргинии в 2017 году была на четыре года ниже, чем у белых, и на двенадцать лет ниже, чем у американцев азиатского происхождения и латиноамериканцев, и они же непропорционально сильно пострадали от пандемии COVID-19. Также матери афроамериканского происхождения в штате при родах умирают в три раза чаще. Уровень смертности среди белых жителей Виргинии из среднего класса также растет, при этом основными причинами являются передозировка наркотиков, отравление алкоголем и самоубийство. В период с 2009 по 2021 год количество самоубийств в штате увеличилось на 11 %, а смертность от передозировки наркотиков за это время увеличилась более чем вдвое.
Избыточный вес является проблемой для многих жителей Виргинии, и по состоянию на 2021 год 32,2 % взрослых и 14,9 % детей в возрасте от 10 до 17 лет страдают ожирением. Кроме того, 35 % взрослых страдают от избыточного веса, а 23,3 % регулярно не занимаются спортом. Виргиния запретила курение в барах и ресторанах в январе 2010 года, и процент курильщиков табака в штате снизился с 19 % в том же году до 13,6 % в 2021 году, но ещё 5,2 % используют электронные сигареты. В Виргинии процент жителей, получающих ежегодную иммунизацию, выше среднего, занимая одиннадцатое место по ежегодной вакцинации против гриппа. В 2008 году Виргиния стала первым штатом США, который обязал прививать девочек вакциной против ВПЧ при посещении школы, и 56,4 % подростков получили вакцину. По состоянию на январь 2022 года 78,9 % жителей Виргинии получили хотя бы одну дозу вакцины против COVID-19.
Совет здравоохранения Виргинии регулирует деятельность медицинских учреждений, по состоянию на 2020 год в Виргинии насчитывается 90 больниц с общим количеством больничных коек в 17 706. Яркими примерами являются больница Inova Fairfax, крупнейшая больница в Вашингтонской агломерации, и Медицинский центр, расположенный в медицинском кампусе Университета Содружества Виргинии. Согласно US News & World Report, Медицинский центр Университета Виргинии, входящий в систему здравоохранения Университета Виргинии, занимает высокие позиции в области эндокринологии. Больница общего профиля Сентара Норфолк, учебное заведение Медицинской школы Восточной Виргинии, была местом проведения первой успешной программы экстракорпорального оплодотворения. В Виргинии на 10 000 жителей приходится 241 врач первичной медико-санитарной помощи, что является пятнадцатым худшим показателем в стране, и всего 207,8 оказывающего психиатрические услуги на то же число жителей, что является тринадцатым худшим показателем в стране. По состоянию на 2021 год восемь государственных психиатрических больниц штата были заполнены на 96 %, что вызывало задержки в госпитализации пациентов.

## Транспорт
В соответствии с Законом Берд-роуд 1932 года большую часть дорог Виргинии контролирует правительство штата, а не местные власти округов, как это обычно бывает в других штатах. По состоянию на 2018 год Департамент транспорта Виргинии (VDOT) владеет и управляет 93 128 км из 112 823 км дорог в штате, что делает Виргинию третьим по величине штатом, владеющим системой автомобильных дорог в Соединённых Штатах. Согласно опросу American Community Survey 2019 года, движение на дорогах Виргинии является одним из худших в стране. Среднее время в пути, составляющее 28,7 минуты, является восьмым по продолжительности среди штатов США, а Вашингтонская агломерация, в которую входит Северная Виргиния, занимает второе место по загруженности дорог среди городов США. Около 9,2 % рабочих в Виргинии в 2019 году пользовались прокатом автомобилей, а до 2000 года Виргиния достигла пика использования автомобилей, что сделало её одним из первых штатов, где наблюдалось подобное явление.
Около 4,4 % жителей Виргинии передвигается на общественном транспорте, в 2019 году в Виргинии было совершено более 171,9 миллиона поездок на общественном транспорте, более 62 % из которых были совершены в системе общественного транспорта Вашингтонского метрополитена, которая обслуживает Арлингтон и Алегзандрию и простирается до округов Лаудон и Фэрфакс. В Виргинии компанией Amtrak осуществляются пассажирские железнодорожные перевозки по нескольким коридорам, а Virginia Railway Express (VRE) обслуживает две пригородные линии в Вашингтон, округ Колумбия, из Фредериксберга и Манассаса. В 2019 году VRE в среднем обслуживал более 90 000 пассажиров в неделю, но из-за пандемии COVID-19 в 2020 году количество пассажиров резко сократилось на 90 %. Основные грузовые железные дороги в Виргинии включают в себя Norfolk Southern и CSX Transportation, а в 2021 году штат завершил сделку по покупке 359 км путей и более 560 км железнодорожного полотна с CSX для организации будущих пассажирских железнодорожных перевозок. Система пригородных автобусов состоит из Fairfax Connector, автобусов FRED во Фредериксберге и OmniRide в округе Принс-Уильям. Департамент транспорта Виргинии управляет несколькими бесплатными паромами по всей Виргинии, наиболее известным из которых является паром Джеймстаун, который соединяет Джеймстаун с пристанью Скотленд-Уорф через реку Джеймс.
В Виргинии располагается пять крупных аэропортов: международный аэропорт имени Даллеса и национальный аэропорт имени Рональда Рейгана (обслуживают Вашингтон, округ Колумбия, но при этом находятся на территории Северной Виргинии), оба из которых принимают более двадцати миллионов пассажиров в год, международный аэропорт Ричмонда к юго-востоку от столицы штата, а также международный аэропорт Ньюпорт-Ньюс/Уильямсберг и международный аэропорт Норфолк в Хэмптон-Роудс. Несколько других аэропортов предлагают ограниченные коммерческие пассажирские перевозки, также действуют шестьдесят шесть общественных аэропортов, которые обслуживают авиационные потребности штата. Основными морскими портами в подчинении Управления портов Виргинии являются порты Хэмптон-Роудс, которые в 2019 году перевезли 54 443 850 тонн общего объема грузов, что является седьмым по величине показателем среди портов США. На восточном побережье Виргинии находится космодром Уоллопс, центр запуска ракет, принадлежащий НАСА, и среднеатлантический региональный космопорт, коммерческий космодром. Космический туризм также предлагается компанией Space Adventures, базирующейся в Виенне.

## Законодательство и правительство
В 1619 году первая Генеральная ассамблея Виргинии из 22 представителей, избранных на местном уровне, собралась в Джеймстаунской церкви, что делает законодательный орган Виргинии старейшим в Северной Америке. Избранные члены стали Палатой бюргеров в 1642 году и управлялись Советом губернатора, который назначался британской монархией, пока Виргиния не провозгласила независимость от Великобритании в 1776 году. Нынешняя сессия Генеральной ассамблеи является 162-й, если отсчитывать с того года. Правительство сегодня функционирует в соответствии с седьмой Конституцией Виргинии, которая была одобрена избирателями в 1970 году и вступила в силу в июле 1971 года. Она похожа на федеральную структуру в том, что предусматривает три ветви: сильную законодательную власть, исполнительную власть и объединённую судебную систему.
Генеральная ассамблея является двухпалатной и состоит из Палаты делегатов, состоящей из 100 делегатов, и Сената, представленным 40 сенаторами, которые вместе осуществляют законодательную власть в Виргинии. Делегаты избираются на двухлётний срок, а сенаторы — на четырёхлетний, следующие запланированные выборы в обе палаты состоятся в ноябре 2023 года. В состав аппарата исполнительной власти входят губернатор, вице-губернатор и генеральный прокурор, которые избираются каждые четыре года на отдельных выборах, последние из которых состоялись в ноябре 2021 года. Губернатору должно быть не менее тридцати лет, действующие губернаторы не могут баллотироваться на второй срок подряд, в отличие от вице-губернатора и генерального прокурора, которые этим правом обладают, губернаторы же избираться вновь могут непоследовательно. Вице-губернатор является официальным главой Сената и председательствует на его заседаниях. Палата делегатов избирает из своего состава спикера, а Сенат — временного президента, который председательствует, когда вице-губернатор отсутствует, также обе палаты избирают клерка, а также лидеров большинства и меньшинства. Губернатор также назначает одиннадцать членов кабинета губернатора и других лиц, возглавляющих различные департаменты штата.
Бюджеты штата составляются раз в два года и предлагаются губернатором по чётным годам. Основываясь на данных за 2018 год, Исследовательский центр Пью обнаружил, что правительство Виргинии имеет профицит выше среднего, а US News and World Report поставил штат на восемнадцатое место по финансовой стабильности. Генеральная ассамблея начинает регулярные сессии во вторую среду каждого года, которые собираются на срок до 48 дней в нечётные годы и 60 дней в чётные годы, чтобы уделить больше времени рассмотрению бюджета штата. После окончания очередных сессий специальные сессии могут созываться либо губернатором, либо с согласия двух третей обеих палат, с 2000 года было созвано восемнадцать специальных сессий, как правило, для принятия законов по заранее выбранным вопросам. Хотя Ассамблея не является постоянным законодательным органом, она классифицируется как гибридный орган, поскольку специальные сессии не ограничены конституцией штата и часто длятся несколько месяцев.

### Судебная система
Судьи, составляющие судебную систему Виргинии, старейшую в Америке, избираются большинством голосов как в Палате представителей, так и в Сенате без участия губернатора. Судебная система состоит из иерархии: начиная от Верховного суда Виргинии и Апелляционного суда Виргинии и заканчивая окружным судом, судами первой инстанции общей юрисдикции и нижестоящими общим окружным судом, а также окружным судом по делам несовершеннолетних и семейных отношений. В состав Верховного суда входят семь судей, срок полномочий которых составляет двенадцать лет, с обязательным возрастом выхода на пенсию в 73 года. Верховный суд выбирает главного судью из числа своих семи членов, срок полномочий которого неофициально ограничен двумя четырёхлетними сроками. Виргиния стала последним штатом, который гарантировал автоматическое право на апелляцию по всем гражданским и уголовным делам, а состав её Апелляционного суда был увеличен с одиннадцати до семнадцати судей в 2021 году.
Кодекс Виргинии является статутным законом и состоит из кодифицированного законодательства, принятого Генеральной Ассамблеей. В Виргинии нет «карманного вето», и законопроекты станут законом и в случае, если губернатор решит ни одобрить закон, ни накладывать на него вето. Крупнейшим правоохранительным органом Виргинии является полиция штата Виргиния, насчитывающая 3022 присяжных и гражданских сотрудника по состоянию на 2018 год. Морская полиция Виргинии патрулирует прибрежные районы и была основана как «Устричный флот» в 1864 году в ответ на браконьерство на устричных фермах. Полиция Капитолия Виргинии защищает законодательный и исполнительный органы и является старейшим полицейским учреждением в Соединённых Штатах, восходящим к охране, защищавшей колониальное руководство. Губернатор также может использовать Национальную гвардию Виргинии, в состав которой входят примерно 7200 военнослужащих, 1200 лётчиков, 300 военнослужащих Сил обороны и 400 гражданских лиц.
Виргиния отменила смертную казнь в 2021 году. С 1608 года штат казнил более 1300 человек, в том числе 113 после возобновления смертной казни в 1982 году. По состоянию на 2018 год в тюремной системе Виргинии содержится 30 936 человек, 53 % из которых являются чернокожими, штат занимает шестнадцатое место по количеству заключённых в стране: 422 на 100 000 жителей. Виргиния отменила условно-досрочное освобождение заключённых в 1995 году. Уровень рецидивизма в Виргинии среди освобождённых преступников, повторно осуждённых в течение трёх лет и приговорённых к году заключения или более, составляет 23,1 %, что является самым низким показателем в стране по состоянию на 2019 год. Виргиния занимает четвёртое место по уровню насильственных преступлений и тринадцатое место по уровню имущественных преступлений на 2018 год. В период с 2008 по 2017 год количество арестов за преступления, связанные с наркотиками, выросло на 38 %, из них 71 % — за марихуану, которую Виргиния декриминализовала в июле 2020 года и легализовала в июле 2021 года.

## Политика
За последнее столетие Виргиния превратилась из преимущественно сельского, политически южного и консервативного штата в регион с более урбанизированной, плюралистической и политически умеренной средой, поскольку как большее предоставление населению избирательных прав, так и демографические сдвиги изменили электоральную базу. Вплоть до 1970-х годов Виргиния была расово разделённым однопартийным штатом, в котором доминировала Организация Бёрда. Она стремилась подорвать политическую власть Северной Виргинии, закрепить сегрегацию, её члены успешно ограничили регистрацию избирателей, так что в период с 1905 по 1948 год примерно одна треть голосов в штате принадлежала государственным служащим и должностным лицам, а явка избирателей регулярно составляла ниже десяти процентов. Организация использовала неправильное распределение мандатов, чтобы манипулировать тем, какие районы штата преимущественно играли роль на выборах в Генеральную Ассамблею и Конгресс США, пока не было приказано прекратить эту практику решением Верховного суда США 1964 года по делу Дэвис против Манна и решением Верховного суда Виргинии 1965 года по делу Уилкинс против Дэвис соответственно.
Применение федерального законодательства о гражданских правах, принятого в середине 1960-х годов, помогло отменить принятые в штате законы Джима Кроу, фактически лишавшие избирательных прав афроамериканцев, которые с тех пор стали самым надёжным блоком избирателей-демократов. Закон об избирательных правах 1965 года сделал Виргинию одним из девяти штатов, которые должны были получить федеральное одобрение для внесения изменений в законы о голосовании, пока система такая система не была отменена в 2013 году. Строгое требование удостоверения личности с фотографией при голосовании было введено при губернаторе Бобе Макдоннелле в 2014 году, но было отменено в 2020 году, Закон об избирательных правах Виргинии был принят в 2021 году, он потребовал предварительного разрешения Генерального прокурора штата на изменения в течение местных выборов, которые потенциально могут привести к лишению избирательных прав, включая закрытие или перемещение избирательных участков. Хотя многие положения законов Джима Кроу были исключены из конституции Виргинии образца 1971 года, пункт, предполагающий пожизненный запрет голосовать за уголовные преступления, остался без изменений, и к 2016 году до двадцати процентов афроамериканцев в Виргинии были лишены избирательных прав из-за своих уголовных преступлений. В том же году губернатор Терри Маколифф отменил этот пожизненный запрет и индивидуально восстановил право голоса для более чем 200 000 бывших преступников. Эти изменения позволили Виргинии переместиться со второго места по сложности голосования для избирателей в 2016 году на двенадцатое место в 2020 году.
Региональные различия также играют большую роль в политике Виргинии. В то время как городские и расширяющиеся пригородные районы, включая бо́льшую часть Северной Виргинии, образуют современную электоральную базу Демократической партии, сельские южные и западные районы штата поддерживают Республиканскую партию в ответ на её «южную стратегию», начиная примерно с 1970 года. Поддержка демократов среди сельских районов велика в находящемся под влиянием профсоюзов Роаноке на юго-западе Виргинии, в студенческих городках, таких как Шарлоттсвилл и Блэксберг, и юго-восточном регионе Чёрного пояса. Уровень образования и пол избирателя стали важными показателями политической ориентации: большинство женщин в Виргинии поддерживают кандидатов в президенты от Демократической партии с 1980 года. Международная иммиграция и внутренняя миграция в Виргинию также увеличили долю имеющих право голоса избирателей, родившихся за пределами штата, с 44 % в 1980 году до 55 % в 2019 году.

### Выборы в штате
Выборы в штате Виргиния проходят в нечётные годы, при этом выборы органов исполнительной власти проходят через год после президентских выборов в США, а выборы в Сенат — за год до их проведения, поскольку они избираются на четырёхлетний срок. Выборы в Палату делегатов проводятся одновременно с каждыми из этих выборов, поскольку делегаты избираются на двухлетний срок. Национальная политика часто играет существенную роль при результатах выборов в штате, избиратели Виргинии избрали губернатора от партии, противостоящей действующему президенту США, в одиннадцати из последних двенадцати выборов, и только Терри Маколифф нарушил эту тенденцию в 2013 году. Демократ Маколифф был избран во время второго президентского срока Барака Обамы. Республиканцы в то время имели квалифицированное большинство мест в Палате делегатов, которое они впервые получили на выборах в 2011 году, а также большинство в один голос в Сенате штата, оба из которых они сохранили на выборах 2015 года. На выборах 2011 и 2015 годов также была самая низкая явка избирателей в новейшей истории: в них приняли участие всего 28,6 % и 29,1 % зарегистрированных избирателей соответственно.
В результате выборов, прошедших в штате в 2017 году, демократы заняли три должности в органах исполнительной власти: уходящий в отставку вице-губернатор Ральф Нортэм занял пост губернатора, Джастин Фэрфакс был избран вице-губернатором, а Марк Херринг остался в должности генерального прокурора. На одновременно прошедших выборах в Палату делегатов демократы получили пятнадцать из шестнадцати мест, которые ранее занимали республиканцы. Контроль над Палатой делегатов сводился к равным результатам выборов в 94-м округе, на которых республиканец выиграл путем жеребьёвки, что дало партии незначительное большинство в 51-49 голосов на законодательных сессиях 2018-19 годов. В то время Виргиния считалась штатом с наибольшим количеством фальсификаций во время выборов в законодательные органы, поскольку республиканцы контролировали Палату представителей, набрав всего 44,5 % от общего числа голосов. В 2019 году федеральные суды установили, что одиннадцать избирательных округов во время выборов в Палату представителей, в том числе 94-й, были неконституционно направлены на дискриминацию афроамериканцев. Скорректированные округа использовались на выборах 2019 года, в результате которых демократы получили полный контроль над Генеральной Ассамблеей, несмотря на политический кризис в начале того же года. Затем в 2020 году среди избирателей был проведён референдум, вопросом которого стала передача контроля над перераспределением округов штата и округов Конгресса комиссии из восьми граждан и четырёх законодателей от каждой из двух основных партий, а не законодательному органу.
В 2021 году Гленн Янгкин стал первым республиканцем, выигравшим гонку за пост губернатора начиная с 2009 года. Республиканцы также заняли посты вице-губернатора и генерального прокурора Виргинии.

### Федеральные выборы
Хотя Виргиния считалась «колеблющимся штатом» на президентских выборах 2008 года, демократы получили тринадцать голосов выборщиков от Виргинии, с тех пор их получали все три кандидата на президентский пост от Демократической партии, включая Джо Байдена, который выиграл в штате с отрывом в более чем десять процентов в 2020 году, что позволяет предположить, что штат изменился, став надёжным оплотом для демократов на президентских выборах. Виргиния ранее голосовала за кандидатов в президенты от республиканцев на тринадцати из четырнадцати президентских выборов с 1952 по 2004 год, включая десять подряд с 1968 по 2004 год. В настоящее время в Вирджинии праймериз на президентские выборы проводятся в супервторник, в тот же день, что и в тринадцати других штатах, причем последние состоялись 3 марта 2020 года.
Два сенатора США от Виргинии относятся к классам 1 и 2. В классе 1 действующий сенатор-республиканец Джордж Аллен уступил своё место в 2006 году новичку-демократу Джиму Уэббу, а в 2012 году — преемнику Уэбба, бывшему губернатору Тиму Кейну. В 2008 году демократы также получили место сенатора класса 2, когда бывший губернатор Марк Уорнер был избран вместо уходящего в отставку республиканца Джона Уорнера. С 1993 года у Виргинии есть одиннадцать мест в Палате представителей США, и с тех пор контроль над большинством среди них менялся четыре раза, часто в рамках «волновых выборов». На промежуточных выборах 2010 года, первых при президентстве Обамы, республиканцы уступили 2-е и 5-е места демократам, которые заняли их на предыдущих выборах, а также 9-е место. На промежуточных выборах 2018 года, первыми при президенстве Трампа, демократы вернули себе 2-е, а также 7-е и 10-е места, тем самым в настоящее время они контролируют семь мест от штата против четырёх республиканцев.

## Спорт
Виргиния — самый густонаселённый штат США, в котором нет крупной профессиональной спортивной лиги. Причины этого включают в себя отсутствие какого-либо доминирующего города или торгового центра в штате, нежелание введения государственного финансирования стадионов и близость от команд в Вашингтоне, округ Колумбия, Балтиморе, Шарлотте и Роли. Предлагаемый проект постройки арены в Верджиния-Бич, предназначенный для франшизы NBA, стала последней неудачной спортивной инициативой, в итоге городской совет прекратил её поддержку в 2017 году. Верджиния-Бич ранее рассматривалась площадкой для франшизы NBA в 1987 году, в конечном итоге ей стал клуб Шарлотт Хорнетс. Команда Virginia Squires из ABA начала свою деятельность в Норфолке в 1970 году, но потеряла импульс к дальнейшему развитию после обмена «доктора Джея» Джулиуса Ирвинга и закрылась всего за месяц до слияния ABA и NBA в 1976 году.
В Виргинии играют пять бейсбольных команд малой лиги и две хоккейные команды среднего уровня. В Норфолке базируются две команды: Norfolk Tides класса Triple-A и Norfolk Admirals ECHL. Richmond Flying Squirrels класса Double-A начали играть на стадионе «Бриллиант» в 2010 году, в то время как Fredericksburg Nationals, Lynchburg Hillcats и Salem Red Sox играют в лиге Low-A East. Loudoun United FC, резервная команда D.C. United, дебютировала в чемпионате USL в 2019 году, в то время как Richmond Kickers из USL League One действует с 1993 года и является единственной командой в своей лиге, выигравшей чемпионат как лиги, так и Открытого кубка США в том же году. Washington Commanders также имеет свою штаб-квартиру в Ашберне и свой учебный центр в Ричмонде, а Washington Capitals тренируется на арене «MedStar Capitals Iceplex» в Баллстоне.
В Виргинии располагается множество полей для гольфа профессионального уровня, в том числе Кингсмилл Резорт за пределами Уильямсберга, где в мае проходит турнир LPGA Tour, и Country Club of Virginia за пределами Ричмонда, где в октябре проводится классический благотворительный турнир среди мужчин. В настоящее время NASCAR планирует гонки Cup Series на двух трассах в Виргинии: Martinsville Speedway и Richmond Raceway. Уроженцами Виргинии, которые в настоящее время участвуют в гонках, являются Дэнни Хэмлин и Эллиот Сэдлер. Хэмптон-Роудс дал миру несколько золотых олимпийских медалистов, в их числе Габриэль Дуглас, первая афроамериканка, выигравшая золото в индивидуальном многоборье по гимнастике, а также Лашон Мерритт, Франсена Маккорори и Майкл Черри, которые выиграли золото в эстафете 4×400 метров. Основные забеги на длинные дистанции в штате проходят во время Ричмондского марафона, марафона Блю-Ридж и 10-километровый марафон на Монумент-авеню.

### Студенческий спорт
В отсутствие профессионального спорта несколько студенческих спортивных программ Виргинии привлекли большое внимание: опрос 2015 года показал, что 34 % жителей Виргинии были фанатами Virginia Cavaliers, а 28 % — фанатами конкурирующей команды Virginia Tech Hokies, что сделало обе команды более популярными, чем представленные в опросе региональные профессиональные команды. Мужские и женские баскетбольные команды колледжей Cavaliers, VCU Rams и Old Dominion Monarchs объединились для проведения турниров: по состоянию на 2021 год вместе они провели 63 конференции-чемпионата в регулярном сезоне и 48 чемпионатов-конференций в формате турнира. Футбольная команда Hokies проводила серию игр на протяжении 27 лет, с 1993 по 2019 год; команда James Madison Dukes football выигрывала чемпионаты FCS NCAA в 2004 и 2016 годах. Общие программы мужской лёгкой атлетики UVA выиграли национальный кубок Capital One в 2015 и 2019 годах и возглавили Конференцию Атлантического побережья в чемпионатах NCAA.
В общей сложности четырнадцать университетов соревнуются в Дивизионе I NCAA, каждый — с несколькими программами в Конференции Атлантического побережья, Конференции Atlantic 10, Конференции Большого Юга и Колониальной спортивной ассоциации. Три исторически сложившиеся школы для чернокожих соревнуются во II-м дивизионе Центральной межвузовской спортивной ассоциации, а две другие (Hampton и Norfolk State) соревнуются в I-м дивизионе. Несколько небольших школ соревнуются в Спортивной конференции Старого Доминиона и Южной спортивной конференции США в III-м дивизионе NCAA. В настоящее время NCAA проводит чемпионаты III-его дивизиона по футболу, мужскому баскетболу, волейболу и софтболу в Сейлеме. Виргиния не разрешает использовать ассигнованные государством средства на операционные или капитальные расходы на развитие межвузовой лёгкой атлетики.

### Спорт в средней школе
Виргиния также является родиной для нескольких ведущих национальных баскетбольных команд от средних школ, в том числе католической средней школы Павла VI и академии Ок-Хилл, последняя из которых выиграла девять национальных чемпионатов. В 2018—2019 учебном году среди 174 224 старшеклассника были популярны четырнадцать видов спорта для девочек и тринадцать видов спорта для мальчиков, занятия проходили под управлением Лиги старших классов Виргинии, причём наиболее популярными видами спорта являлись американский футбол, лёгкая атлетика на открытом воздухе и бег по пересечённой местности, соккер, баскетбол, бейсбол, софтбол и волейбол. Молодёжные лиги соккера за пределами системы средней школы также популярны в штате, 18 подобных команд из Виргинии выигрывали национальные чемпионаты, занимая седьмое место среди штатов США. Однако было выявлено, что доступность молодёжного футбола в Виргинии сильно коррелирует с расой и средним доходом семьи, при этом возможность занятия футболом среди молодёжи почти полностью исчезают в районах, где численность небелого населения превышает 90 %, особенно в юго-западных и южных регионах Виргинии.

## Символы штата
У Виргинии есть несколько прозвищ, старейшее из которых — «Старый Доминион». Король Англии Карл II впервые упомянул Виргинию в качестве своего родового владения в 1660 году, в год своего восстановления на престоле, возможно, потому, что Виргиния являлась домом для многих его сторонников во время гражданской войны в Англии. Этих сторонников называли кавалерами, прозвище же «Штат кавалеров» стало популярным после Гражданской войны в США. Студенты Виргинского университета начали использовать «Песню кавалеров» в качестве школьной боевой песни в 1925 году, и школьные спортивные команды стали называться «Кавалерами» в честь этой песни. Виргинию также называют «матерью президентов», поскольку восемь жителей Виргинии находились в должности президента Соединённых Штатов, в том числе четыре из первых пяти.
Девиз штата, «Sic Semper Tyrannis», переводится с латыни как «Такова участь тиранов» и используется на печати штата, которая также используется на его флаге. Хотя печать была разработана в 1776 году, а флаг впервые начал использоваться в 1830-х годах, эти символы стали официальными лишь в 1930 году. Большинство же других символов стали официальными в конце XX века. Виргинская кадриль входит в число сквэр-данс, классифицирующихся как танец штата. В 1940 году Виргиния утвердила «Carry Me Back to Old Virginny» песней штата, но в 1997 году она была отменена из-за отсылок к рабству. В марте 2015 года «Our Great Virginia» стала официальной песней штата, в ней используется мелодия «Oh Shenandoah», «Sweet Virginia Breeze» была утверждена в качестве народной песни штата.

### Правительство
- virginia.gov (англ.) — официальный сайт правительства штата Виргиния
- Генеральная Ассамблея Виргинии
- Судебная система Виргинии

### Туризм и отдых
- Туризм в Виргинии
- Парки штата Виргиния
- Районы управления дикой природой Виргинии

### Культура и история
- Библиотека Виргинии
- Музей культуры и истории Виргинии
- Encyclopedia Virginia

### Карты и демография
- USGS geographic resources of Virginia
- Virginia State Climatology Office
- Virginia State Facts from USDA, Economic Research Service
- Географические данные о Виргинии на OpenStreetMap